# Sándor Pinter
Sándor Pintér (Pomáz, 18 de julho de 1950) é um ex-futebolista profissional húngaro que atuava como meio-campo.

## Carreira
Sándor Pintér fez parte do elenco da Seleção Húngara de Futebol, da Copa de 1978.